# Farruch
Farruch o Ferrutx (esta última forma pronunciada también con ch final) es un cabo de España, en la comunidad autónoma de Baleares, en la isla de Mallorca. Constituye el extremo oriental de la bahía de Alcudia, al NE de la isla. Su costa es muy escarpada.